# George Kinzie Fitzsimons
George Kinzie Fitzsimons (* 4. September 1928 in Kansas City, Missouri; † 28. Juli 2013 in Ogden, Kansas) war ein US-amerikanischer Geistlicher und römisch-katholischer Bischof von Salina.

## Leben
George Kinzie Fitzsimons war von 1948 bis 1950 für die City National Bank tätig. Von 1950 bis 1954 war er Pilot bei der US Navy. 1956 trat er in das Conception Seminary College in Conception ein und studierte Philosophie sowie Katholische Theologie. Der Bischof von Kansas City-Saint Joseph, John Patrick Cody, spendete ihm am 18. März 1961 in der Cathedral of the Immaculate Conception in Kansas City die Priesterweihe. 1970 wurde er stellvertretender Kanzler des Bistums, 1974 Generalvikar.
Papst Paul VI. ernannte ihn am 20. Mai 1975 zum Weihbischof in Kansas City-Saint Joseph und Titularbischof von Pertusa. Der Bischof von Kansas City-Saint Joseph Charles Herman Helmsing weihte ihn am 3. Juli desselben Jahres zum Bischof; Mitkonsekratoren waren William Wakefield Baum, Erzbischof von Washington, und Joseph Vincent Sullivan, Bischof von Baton Rouge. Ab 1978 war er zudem Pfarrer von Christ the King Parish in Kansas City.
Am 28. März 1984 ernannte ihn Papst Johannes Paul II. zum Bischof von Salina; am 29. Mai 1984 wurde er in der Sacred Heart Cathedral in Salina in das Amt eingeführt. Am 21. Oktober 2004 nahm Papst Johannes Paul II. sein altersbedingtes Rücktrittsgesuch an.